# Uršula Berlot
Uršula Berlot Pompe, slovenska vizualna umetnica, akademska slikarka, umetnostna teoretičarka in univerzitetna profesorica, * 10. oktober 1973, Ljubljana.
Kot ustvarjalka in teoretičarka se posveča povezovanjem umetnosti, znanosti in filozofije. V svetlobnih in kinetičnih instalacijah se ukvarja z zaznavo in zavestjo, raziskuje oblike mentalnih prostorov, vprašanje simulirane narave ter razmerja med telesom, umom in tehnologijo. Za svoje umetniško delo je prejela več nagrad, mdr. priznanje Riharda Jakopiča (2021).

## Življenje in delo
Po končani Srednji naravoslovni šoli je dve leti študirala filozofijo na Filozofski fakulteti v Ljubljani, nato slikarstvo na Akademiji za likovno umetnost in oblikovanje Univerze v Ljubljani (mentor prof. Gustav Gnamuš) in na pariški akademiji Beaux-Arts de Paris (mentor prof. Bernard Piffaretti). Magistrirala je leta 2002 in doktorirala leta 2010 na Akademiji za likovno umetnost in oblikovanje Univerze v Ljubljani z disertacijo Mimesis: Intra-tanko področje umetnosti in narave (mentorja Tomaž Brejc in Mladen Dolar). Od leta 2009 poučuje na Akademiji za likovno umetnost in oblikovanje Univerze v Ljubljani, najprej kot docentka, od leta 2021 pa kot redna profesorica s predmeti teorija prostora v likovni umetnosti, prostorske zasnove in anatomija. Med letoma 2003 in 2010 je poučevala teorijo barv in vizualni jezik na Visoki šoli za dizajn v Ljubljani.
V umetniškem delu Uršula Berlot Pompe raziskuje razmerja med realnim in virtualnim, med neposredno in tehnološko posredovano zaznavno izkušnjo realnosti. V osredotočanju na nevidne in nematerialne vidike realnosti pogosto uporablja tehnološko napredna optična raziskovalna orodja, npr. radiologija, mikroskopija. V eksperimentalni in raziskovalno naravnani umetniški praksi prepleta različne medije, v video delih, svetlobno-kinetičnih instalacijah ali risbah raziskuje oblike mentalnih stanj, estetski in tehnični potencial simulirane narave ter odnose med umom, telesom in tehnološkimi mediji. Dejavna je tudi kot umetnostna teoretičarka. Objavila je številne članke in monografijo o Marcelu Duchampu. Do leta 2022 je razstavljala v Olomouc Museum of Art, Today Art Museum v Pekingu, Kunstlerhaus Bethanien v Berlinu, BA-CA Kunstforum Tresor na Dunaju, v Moderni galeriji v Ljubljani, Haus der Kulturen der Welt v Berlinu (Transmediale 08), Muzeju moderne in sodobne umetnosti v Rijeki, Muzeju sodobne umetnosti v Vojvodini, Muzeju Revoltella v Trstu in v Living Art Museum v Reykjaviku. 
Uršula Berlot na zelo lepe načine raziskuje precej specifičen svet morfologij in procesov, obstoječih v nevidnih merilih. Ne samo, da v tem dobesednem mikrokozmosu najde vznemirljivo raznolikost, ampak ustvarja tudi očarljive analogije s tem, kar vidimo v makro merilu. Tehnično je njeno delo visoko dovršeno ter dosega prepričljivo raven liričnosti.— prof. Martin Kemp, ob prejetju ADA – Featured Artist

## Nagrade in priznanja
Za svoje umetniško delo je prejela Priznanje Riharda Jakopiča (2021), priznanje ADA – Featured artist (2020), priznanje  pomembnih umetniških del Univerze v Ljubljani (2008), štipendijo Schering Stiftung in enoletno rezidenčno bivanje v Kunstlerhaus Bethanien Künstlerhaus Bethanien, Berlin (2007), nagrado fundacije Pollock-Krasner, New York (2005), nagrado Henkel Youth Artist Award (2004) in štipendijo za trimesečno bivanje v okviru Kulturkontakt Artist Residency Program na Dunaju za leto 2005 ter Grand Prix na Ex-tempore Piran (2002). Prejemala je Zoisovo štipendijo za nadarjene, štipendijo francoske vlade (Francoski inštitut, 1999-2000),  delovno štipendijo Ministrstva za kulturo RS (2007), bila je izbrana za rezidenčna bivanja v ateljejih v Londonu (2010) in New Yorku (2003) Ministrstva za kulturo RS. 

## Razstave
- Triennial of Central European Culture and Art / The Universal’, Olomouc Museum of Art, Češka, 2021 [15]
- Bodyfraction, Municipal Gallery Nova Gorica, Nova Gorica, Slovenija, 2020 (solo)[16]
- Endemic vs. Global, C3 Science Complexity Center, National Autonomous University of Mexico, Mexico City, 2019
- SELFIE/sh/me – self-portraits, Mestna Galerija Piran, Piran, Slovenija, 2019
- Extra/Ordinary, Plug-in New Media Art – Contemporary Istanbul, IKM Istnabul Congress Center, Istanbul, 2018
- Maravee Fiction, Castello di Susans, Majano-Udine, 2018[17]
- Dela sodobnih slovenskih umetnic iz zbirke Mestne galerije Nova Gorica, MGNG, Nova Gorica, 2018
- Polimorfni odtis, UGM studio, Maribor, 2017 (solo)
- Epilog – prostor, telo in mediji v prehajanju, Dvorec Novo Celje pri Žalcu, 2017
- Flat and Distant – China and Slovenia Contemporary Art, Today Art Museum, Peking, 2016
- Zemlja je ploščata – Sodobna slovenska in kitajska umetnost, Umetnostna galerija Maribor (UGM), Maribor, 2016[18]
- Die Magie der Kunst – Protagonisten der slowenischen Gegenwartskunst 1968 – 2013, Obergeschoss des Künstlerhauses, Dunaj, 2015
- Fluidna topografija, Ljubljanski grad, Peterokotni stolp, Ljubljana, 2014 (solo)
- Back to Black, Galerija Equrna, Ljubljana, 2014
- Museo Illuminato, Museo Revoltella, Trst, 2013
- Skoraj pomlad - 100 let slovenske umetnosti, UGM, Maribor, 2012
- Vanitas, Galerija Equrna, Ljubljana, 2012 (solo)
- Bodyscope, Kibla - multimedijski center, Maribor, 2012 (solo)
- Contemporary Art From Slovenia, Evropska centralna banka, Frankfurt am Main, 2011
- Risba na Slovenskem II. 1940–2009, Muzej sodobne umetnosti, Zagreb, 2010
- Introspekcija, Bežigrajska galerija 2, Ljubljana, 2010 (solo)
- SCI-ART, Galerija Enrico Astuni, Bologna, 2009
- Biennale Quadrilaterale 3: Media Art * Angles and Intersections, Muzej moderne in sodobne umetnosti, Rijeka, 2009
- Glow: Forum of Light in Art and Architecture, Eindhoven, 2008
- Transmediale 08: Conspire Haus der Kulturen der Welt, Berlin, 2008
- Poetika, Koroška Galerija Slovenj Gradec, Slovenj gradec, 2008
- Prostor za novi dialog, Muzej sodobne umetnosti Vojvodine, Novi sad, 2008
- Media Scape: Beyond Horizon - City Permutations, Museo Lapidarium, Novi grad, 2008
- Pulzija/Presečišča, Kunstlerhaus Bethanien, Berlin, 2007 (solo)
- Prehodnost, Galerija Božidar Jakac, Kostanjevica na Krki, 2006 (solo)
- One Year After – KulturKontakt Artists in Residence 2005, BA-CA Kunstforum – Tresor, Dunaj, 2006
- Art'Fab: L'art/ la femme/ L'Europe, La Citadelle, Saint Tropez, 2006
- Our House is the House That Moves, Living Art Museum, Reykjavik, 2006
- Slovenska umetnost 1995–2005: Teritoriji, identitete, mreže, Moderna galerija, Ljubljana, 2005
- Eye Try, Vision Center, Cork, 2005
- Privlačnosti, Galerija Miklova hiša, Ribnica, 2005 (solo)
- Pretakanje svetlobe, Galerija Loža, Koper, 2004 (solo)
- Destinations - Five Artists From Slovenia, Temple Bar Gallery, Dublin, 2004
- Odsev, Mala galerija - Moderna Galerija, Ljubljana, 2002 (solo)
- Camera Lucida, Galerija Škuc, Ljubljana, 2002
- Zbirka Faktor banke, Moderna galerija, Ljubljana, 2001
- Narava, Galerija Equrna, Ljubljana, 2001 (solo)